# Limbă geografică
Limba geografică este o anomalie a limbii care se prezintă sub forma unor zone de leziuni depapilate de culoare roșie, cu un contur neregulat, asemănător cu o hartă, de dimensiuni variabile, de obicei circulare, unite printr-o bandă albă, situate pe fața dorsală sau pe marginile limbii.
Anomalia se mai numește și glosită migratorie benignă deoarece forma, mărimea și dispunerea zonelor depapilate este schimbătoare în timp. Alte denumiri, în limba latină, sunt erythema migrans linguae sau pityriasis linguae.

Pe aceste zone, papilele gustative sunt rarefiate sau aproape inexistente, putând cauza sensibilități la anumite mâncăruri, condimente, dar acest lucru nu este neapărat necesar. Aceste pete sunt în general asimptomatice, nu dor și pacientul nu-și pierde simțul gustului. Pot apărea oricând, menținându-se săptămâni sau chiar luni de zile, dispărând pentru o perioada și reapărând. De regulă apare la copiii sub 6 ani și s-a constatat că sexul feminin este mai predispus să fie afectat.
Nu se cunoaște cauza exactă a apariției limbii geografice și nu se prescrie tratament, deoarece nu s-a demonstrat că vreun tratament este ajutător sau necesar. În cazurile în care apar dureri, usturimi ale limbii, îngreunarea masticației sau a ingerării se prescriu tratamente speciale, care însă nu înlătură această condiție a limbii. Se recomandă ca pe această perioadă să se evite mâncărurile fierbinți, pe bază de lapte, condimentele, alcoolul.